# 紀元前739年
紀元前739年（きげんぜん739ねん）は、西暦（ローマ暦）による年。紀元前1世紀の共和政ローマ末期以降の古代ローマにおいては、ローマ建国紀元15年として知られていた。紀年法として西暦（キリスト紀元）がヨーロッパで広く普及した中世時代初期以降、この年は紀元前739年と表記されるのが一般的となった。

## 他の紀年法
- 干支 : 壬寅
- 中国
  - 周 - 平王32年
  - 魯 - 恵公30年
  - 斉 - 荘公贖56年
  - 晋 - 孝侯元年
  - 秦 - 文公27年
  - 楚 - 武王2年
  - 宋 - 宣公9年
  - 衛 - 荘公揚19年
  - 陳 - 桓公6年
  - 蔡 - 宣侯11年
  - 曹 - 桓公18年
  - 鄭 - 荘公5年
  - 燕 - 鄭侯26年
- 朝鮮
  - 檀紀1595年
- ユダヤ暦 : 3022年 - 3023年

## できごと
- 晋の潘父が昭侯を殺害して、曲沃の桓叔を迎えようとした。桓叔は敗れて国都の翼に入ることができなかった。晋の大夫たちは孝侯を擁立した。

## 死去
- 晋の昭侯